# Worodougou

Mapa de l'antiga regió (més gran que l'actual) de Worodougou, de la que l'actual n'és la part més occidental.

Worodougou és el nom que rep una de les actuals 31 regions de Costa d'Ivori que està situada al nord-oest del centre del país. Juntament amb la regió de Béré, que es va escindir de l'antiga regió de Worodougou, més gran i la regió de Bafing conformen el Districte del Woroba. La seva capital és la ciutat de Séguéla i segons el pre-cens de 2015 té 272.334 habitants.

## Situació geogràfica
Worodougou està situada al nord-oest del centre de Costa d'Ivori. Limita amb Kabadougou al nord-oest, amb Bagoué al nord, amb Béré a l'est, amb l'Alt Sassandra al sud i amb les regions de Tonkpi i de Bafing a l'oest.
Séguéla, la seva capital, està situada a prop del Parc Nacional del Mont Sanghe (a l'oest), a gairebé 200 km al sud de Boundiali i a l'oest de Bouaké, a 130 km al nord de Daloa i a 135 km al nord-est de Man.

## Subdivisió administrativa
La regió de Worodougou està subdividida en els següents departaments i municipis:
- Departament de Kani - 73.889 habitants
  - Djibrosso - 11.859
  - Fadiadougou - 15.066
  - Kani - 31.211
  - Morondo - 15.753
- Departament de Séguéla - 198.445 habitants
  - Bobo-Diarabana - 25.249
  - Dualla - 8.130
  - Kamallo - 9.783
  - Massala - 23.021
  - Seguéla - 63.774
  - Sifié - 23.667
  - Worofla - 44.821

## Cultura

### Llengües
El Francès és la llengua oficial de tot el país, però la Llengua vernacle del departament de Séguéla és el diola. A més, el Worodugukakan, un dialecte del malinke és una altra llengua local de la capital.

## Infraestructures i transports
L'aeroport de Séguéla té el codi IATA, SEO.

### Carreteres
Les dues carreteres més importants de la regió són la A5, que la creua de sud a nord per la capital i arriba fins a Mali i la A8, que creua la regió d'est a oest per la capital fins a entrar a Guinea i Libèria, a occident.